# Troféu Raça Negra
O Trófeu Raça Negra é um prêmio brasileiro que é entregue a indivíduos e grupos que contribuíram ou exibiram avanços para os afro-brasileiros. Organizado pela ONG Afrobras, foi distribuído pela primeira vez em 2000, no 500º aniversário da chegada da Europa ao Brasil, e é realizado anualmente desde 2004.
Em sua 13ª edição, foi entregue ao escritor nigeriano Wole Soyinka pelas mãos do então ministro da educação do Brasil, Aloizio Mercadante.
Em 2017, o prefeito João Dória recebeu o troféu, mas não compareceu à cerimônia. A indicação de Dória ao prêmio foi criticada pela mídia.
Na 16ª edição, em 2018, estiveram entre os homenageados, Mano Brown, e in memoriam, a vereadora do Rio de Janeiro, Marielle Franco.

## Ligações Externas
- Site Oficial